# Caledonieni
Caledonienii erau popoarele și triburile celtice din Caledonia antică (Scoția de azi).